# Gwiazdozbiór Gołębia
Gołąb (łac. Columba, dop. Columbae, skrót Col) – 54. pod względem wielkości gwiazdozbiór nieba południowego, w całości widoczny na południe od równoleżnika 47°N. Wprowadzony został przez niemieckiego astronoma Johanna Bayera w 1603 roku. W Polsce widoczny częściowo zimą – znajduje się nisko nad południowym horyzontem, poniżej Wielkiego Psa i Zająca a jego południowa część nigdy nie wschodzi. Liczba gwiazd dostrzegalnych nieuzbrojonym okiem: około 40.

## Pochodzenie nazwy gwiazdozbioru
Gwiazdy tej konstelacji przedstawiają gołębicę Noego lub Jazona.
W 1592 roku Petrus Plancius, holenderski teolog i astronom, wyznaczył Gołębia spośród kilku do niczego nieprzyporządkowanych gwiazd na południe od Wielkiego Psa i okolic Zająca. Inspiracją dla Planciusa była jego interpretacja gwiazdy Argo jako Arki Noego. W biblijnej opowieści o potopie Noe załadował na arkę parę każdego gatunku zwierzęcia na Ziemi. Deszcz padał przez 40 dni i 40 nocy, zatapiając wszystko oprócz arki. Astronom wyobrażał sobie nowy gwiazdozbiór jako gołębicę, którą Noe wypuścił po Potopie, a która wróciła z gałązką oliwną, świadczącą o istnieniu suchego lądu. Inni kartografowie nieba zgodzili się z tą interpretacją i wkrótce przyjęli nowy gwiazdozbiór.
Gołąb może też przedstawiać tego, którego z kolei wypuścili Argonauci w wąskim przesmyku morskim prowadzącym do Morza Czarnego, zwanym Symplegadami (ruchome skały strzegące wejście do cieśniny Hellespont). Kiedy statki tam podpływały, skały po obu stronach przesmyku zbliżały się do siebie i zgniatały śmiałków, którzy mieli pecha tamtędy przepływać. Zanim Jazon spróbował przepłynąć cieśninę, wysłał gołębia, który spowodował, że ściany skalne się złączyły, sam gołąb na szczęście stracił jedynie kilka piór z ogona. Argo popłynęła za gołębiem, napędzana pełną siłą wioseł. Skały znów się zbliżyły i otarły o rufę statku, ale spowodowały jedynie minimalne uszkodzenia. Od czasu kiedy Jazon przepłynął przez cieśninę, skały pozostawały spokojne i nieruchome.

## Gwiazdy Gołębia
Chociaż gwiazdy konstelacji bardzo mało przypominają gołębia, to wygięta linia gwiazd trzeciej i czwartej wielkości wiodąca od Epsilon (ε) przez Alfę (α), Betę (β), Gammę (γ) do delty (δ) jest łatwo rozpoznawalna na południe od Syriusza. 
- α (Alfa) Columbae, znana także jako Phact, jest niebieskim podolbrzymem klasy B, znajdującym się w odległości 268 lat świetlnych od nas, i tysiąc razy jaśniejszym od Słońca[1].
- β (Beta) Col, (Wazn), jasność 3,12m, typ widmowy K1,5III, pomarańczowy olbrzym położony w odległość 86 lat świetlnych[3][5].
- Mi (μ) Col to szybko poruszająca się gwiazda uciekająca piątej wielkości, prawdopodobnie wyrzucona z obszaru Mgławicy Oriona około 25 mln lat temu. Astronomowie uważają, że była kiedyś członkiem układu podwójnego, zniszczonego w czasie spotkania z inną gwiazdą. Drugi składnik układu, oddalający się od Oriona w przeciwnym kierunku, to AE Aurigae, szóstej wielkości gwiazdowej. Astronomowie, którzy badali te gwiazdy, odkryli, że podróżują w dokładnie przeciwnych kierunkach ze względną prędkością około 200 km/s[1][4]. W warunkach ciemnego nieba można ją dostrzec nieuzbrojonym okiem (piąta wielkość gwiazdowa)[2].

## Obiekty niegwiazdowe
Gwiazdozbiór leży wyraźnie poza Drogą Mleczną, i nie ma w nim gromad otwartych czy mgławic, to galaktyki dominują w Gołębiu. Wiele z nich jest małych i bladych.
- W Gołębiu widać tylko jedną ciekawą i zarazem dość jasną galaktykę spiralną (10,8m) o nazwie NGC 1808, w odległości 24 mln lat świetlnych. W jej jądrze znajduje się masywna czarna dziura[2].
- NGC 1851 to skromna gromada kulista o średnicy 11′, jasności 7,0m, widoczna przez mały teleskop. Chcąc rozróżnić najjaśniejsze gwiazdy gromady, trzeba posłużyć się instrumentem o średniej aperturze[3]. NGC 1851 leży w odległości około 39 000 lat świetlnych.  Jest to bardzo skoncentrowany rój bladych gwiazd z wyraźnym, dużo jaśniejszym centrum[1]. Gromada najprawdopodobniej przechwycona grawitacyjnie przez Drogę Mleczną z jej nieregularnej galaktyki satelitarnej, zwanej Karłem Wielkiego Psa[2].
- NGC 1792 to galaktyka spiralna dobrze widoczna w 10-centymetrowym teleskopie. Jest to jasne pasmo mgły w kształcie wrzeciona[1].